# San Benito (Santander)
Pour les articles homonymes, voir San Benito.
San Benito est une municipalité colombienne située dans le département de Santander.